# Língua hunzib
A língua hunzib é uma língua caucasiana do nordeste falada por aproximadamente 2000 pessoas no sul do Daguestão, próximo à Fronteira Geórgia-Rússia.

## Classificação
O hunzib pertence ao grupo tsez das línguas caucasianas do nordeste, é muito parecido com o bezhta, com o qual forma o ramo leste das línguas tsez. Apresenta muitas palavras originárias da língua avar, do turco, do georgiano, do árabe e do russa. O grupo tsez também inclui o tsez, hinukh, e khvarshi.

## Escrita
A língua Hunzib usa o alfabeto cirílico com algumas modificações e que inclui as letras cirílicas, alguns agrupamentos dessas letras e algumas letras com diacríticos, num total de 53 símbolos fonéticos.

## Distribuição geográfica
É falado nos distritos de Tsunta e Kizilyurt, no Daguestão e em duas vilas junto e fronteira da Rússia com a Geórgia.

## Status
O hunzib não é uma língua oficial e se apresenta raramente escrita. Não é ensinada em escolas, onde os falantes aprendem em Avar nos primeiros 5 anos e o Russo daí em diante.